# 2006年世界クロスカントリー選手権
2006年IAAF世界クロスカントリー選手権は、2006年（平成18年）4月1日・4月2日に福岡市の海の中道海浜公園で行われた第34回世界クロスカントリー選手権大会。

## 実施種目
- シニア男子ロング（12km）
- シニア男子ショート（4km）
- ジュニア男子（8km）
- シニア女子ロング（8km）
- シニア女子ショート（4km）
- ジュニア女子（6km）

## 結果

### シニア男子ロング
- ケネニサ・ベケレ（ エチオピア）
- シレシ・シヒネ（ エチオピア）
- マーティン・マサシ（ ケニア）

### シニア男子ショート
- ケネニサ・ベケレ（ エチオピア）
- Isaac Kiprono Songok（ ケニア）
- Adil Kaouch（ モロッコ）

### ジュニア男子
- マンガタ・ンディワ（ ケニア）
- Leonard Komon （ ケニア）
- タリク・ベケレ（ エチオピア）

### シニア女子ロング
- ティルネシュ・ディババ（ エチオピア）
- Lornah Kiplagat（ オランダ）
- Meselech Melkamu（ エチオピア）

### シニア女子ショート
- ゲレテ・ブルカ（ エチオピア）
- プリスカ・ジェプレティング（ ケニア）
- Meselech Melkamu（ エチオピア）

### ジュニア女子
- ポーリーン・チェムニング・コリクウィアン（ ケニア）
- Veronica Wanjiru（ ケニア）
- Mercy Kosgei（ ケニア）